# Claudia Golea
Claudia Golea (n. 1968) este o romancieră română contemporană. A urmat cursurile Facultății de Litere (secția japoneză-engleză) din cadrul Universității București. A studiat timp de un an literatura japoneză la Universitatea Tokyo. Din 1992 până în 1997 a locuit în Tokyo, apoi, până în 1998, în Cairo. Între 2002 și 2003 a lucrat în Bangkok, Tailanda, experiență ce sta la baza scrierii romanului Vară în Siam, apărut la Editura Polirom, în 2004. Romanele sale ar putea fi încadrate în genul autofiction, își poartă cititorii prin zona barurilor de noapte și a lumii interlope din capitala Japoniei, unde Claudia Golea a locuit și a lucrat o vreme. 

## Volume publicate
- Planeta Tokyo, Nemira, 1998 (ediția a II-a, 2005);
- Tokyo by night, Nemira, 2000 (ediția a II-a, 2005);
- Vara in Siam, 2004
- French Coca-Cola, Polirom (2005)
- Flower-Power Tantra, Pandora M, 2007